# 마법소녀 리리컬 나노하
마법소녀 리리컬 나노하(魔法少女リリカルなのは 마호쇼조 리리카루 나노하[*], Magical girl lyrical Nanoha)는 일본의 텔레비전 애니메이션이다. 성인용 연애 시뮬레이션 게임에 마법물 요소를 넣어 장난으로 발표한 CM이 실제로 작품화 한다고 발표된 후 스핀오프를 거쳐 라디오 드라마 등을 통해 애니메이션화되었다. 그 외에 플레이스테이션 포터블판도 발매되었다. 한국어 더빙판은 케이블 채널 퀴니를 통해 방영된 바 있다.

## 개요
본 시리즈는 ivory가 제작하고 JANIS가 발매한 성인용 연애 시뮬레이션 게임 트라이 앵글 하트 3 ~Sweet Songs Forever~와 2001년 발매된 팬 디스크 트라이 앵글 하트 3 ~리리컬 장난감 상자~의 미니 시나리오(총 13화)를 원작으로 한 TV 애니메이션 시리즈이며, 스핀 오프 작품이다. 처음에는 가짜 기획으로 실제로 제작할 생각은 없었다고 한다.

## 줄거리

### 마법소녀 리리컬 나노하
평범한 초등학교 3학년인 타카마치 나노하는 이세계 미드칠더(ミッドチルダ)에서 온 말을 하는 페릿(족제비의 일종) 유노 스크라이어(フェレットユーノ・スクライア)가 다쳐서 쓰러져 있는 것을 보고 집으로 데려간다. 그가 이 세계(지구)에 온 이유는 그가 발굴한 로스트 로기아(ロストロギア, 고대 고도 마법 기술 유물) 쥬얼 시드(ジュエルシード)가 이 세계 곳곳에 흩어져 버렸기 때문이다. 이런 저런 이야기를 들은 나노하는 유노와 함께 쥬얼 시드를 모아 봉인하기 시작한다.

### 마법소녀 리리컬 나노하 A's
차원 세계를 흔든 PT사건(프레시아-테스타로사 사건으로, 전작을 뜻한다) 이후 반년 뒤 12월. 나노하는 친구들을 기억하며 마법 훈련을 계속 하고 있었다. 그러던 어느 날, 갑자기 발생된 결계 속에서 다가오는 마도사를 맞이하게 된다. 그것이, 훗날 어둠의 서 사건으로 불리게 되는, 어느 겨울의 슬프고 상냥한 사건의 시작이었다.

### 마법소녀 리리컬 나노하 StrikerS
어둠의 서 사건이 마무리 지어진뒤 10년 후, 중령의 자리에까지 오른 야가미 하야테는 로스트 로기아, 렐릭과 렐릭이 발견될 때마다 나타나는 기계병기, 가제트 드론을 수사하기 위해 10년지기 타카마치 나노하 공군 대위와 페이트 T.(테스타롯사) 하라오운 집무관의 도움을 받아 새로운 부대를 만들었다.가제트 드론의 뒤에 있는자는 전차원 수배자 제일 스칼리엣티. 이것은, 훗날 JS 사건으로 불리는 사건과 그때 활약한 기동 6과의 이야기 .

### 마법소녀 리리컬 나노하 Vivid
도시형 테러 JS 사건으로부터 4년이 지난 평화로운 미드칠더. 전기교도대의 에이스 오브 에이스 타카마치 나노하도 잠시 그 날개를 쉬게 하고 새로운 세대가 자라난다. 나노하와 페이트의 딸인 비비오, 그리고 비비오와 같은 고대 베르카 왕족의 후손 아인하르트 스트라토스, 둘의 만남과 성장으로 전개되는 선열적인 이야기.

### 마법전기 리리컬 나노하 Force
고대 베르카 은십자의 서에 관련된 흉악범죄 조직 휴케바인. 디바이더를 사용하는 그들을 쫓는 특무 6과. 하지만 주인공 토마는 휴케바인과 마찬가지로 디바이더의 보유자가 되어 이클립스에 감염되는데...(참고로 타이틀명이 세가의 전뇌전기 버추얼 온 Force와 상당히 비슷해 보이지만 전혀 연관성이 없음)

## 스탭

### 마법소녀 리리컬 나노하
- 원작：츠즈키 마사키(都築真紀)／ivory
- 감독：신보 아키유키(新房昭之)
- 각본：츠즈키 마사키(都築真紀)
- 캐릭터 디자인：오쿠다 야스히로(奥田泰弘)
- 미술 감독·미술 설정：카타히라 나기사(片平真司)
- 색채 설정：타사키 토모코(田崎智子)
- 촬영 감독：모리시타 세이이치(森下成一)
- 편집：세키 카즈히코(関一彦)
- 음악：사노 히노아키(佐野広明)
- 음향 감독：카메야마 토시키(亀山俊樹)
- 영화제작 총책임자：타나카 이사무(田中勇)
- 프로듀서：미시마 아키오(三嶋章夫)
- 애니메이션 프로듀서：키마무라 오사무(上村修)
- 애니메이션 제작：세븐 아크스
- 제작 협력：악튜러스（1·2·5·6·8～13화）, 써니 사이드 업（3화)、필（4·7화）

#### 주제가
오프닝〈innocent starter〉
작사: 미즈키 나나(水樹奈々)  작곡·편곡: 오하라 츠토무(大平勉)  노래: 미즈키 나나(水樹奈々) 이용신
엔딩〈Little Wish ～lyrical step～〉
작사: 시나 카렌(椎名可憐)  작곡·편곡: 오타 마사토모(太田雅友)  노래: 타무라 유카리(田村ゆかり)
12화 삽입곡〈Take a shot〉
작사·작곡·곡: 야부키 토시로(矢吹俊郎)  노래: 미즈키 나나(水樹奈々)

### 마법소녀 리리컬 나노하 A's
- 원작：츠즈키 마사키(都築真紀)／ivory
- 감독：쿠사카와 케이조(草川啓造)
- 각본：츠즈키 마사키(都築真紀)
- 캐릭터 디자인：오쿠다 야스히로(奥田泰弘)
- 기술 감독·미술 설정：카타히라 나기사(片平真司)
- 색채 설정：타사키 토모코(田崎智子)
- 촬영 감독：오자와 츠기오(小澤次雄)
- 편집：세키 카즈히코(関一彦)
- 음악：사노 히로아키(佐野広明)
- 음향 감독：카메야마 토시키(亀山俊樹)
- 애니메이션 제작：세븐 아크스
- 제작 협력：악튜러스（1·3·5～13화）, 스튜디오 기함（4화）

#### 주제가
오프닝〈ETERNAL BLAZE〉
작사: 미즈키 나나(水樹奈々) 작곡·편곡: 아게마츠 노리야스(上松範康) 노래: 미즈키 나나(水樹奈々)
엔딩〈Spiritual Garden〉
작사: 미츠이 유키코(三井ゆき子) 작곡·편곡: 오타 마사토모(太田雅友) 노래: 타무라 유카리(田村ゆかり)
11화 삽입곡〈Snow Rain〉
작사: 츠즈키 마사키(都築真紀) 작곡: happy soul man 편곡: 야스이 아유무(安井歩) 노래: 우에다 카나(植田佳奈)
12화 삽입곡〈BRAVE PHOENIX〉
작사·작곡·편곡: 아게마츠 노리야스(上松範康) 노래: 미즈키 나나(水樹奈々)
Eternal Blaze는 방영시에 오리콘 위클리 차트 2위까지 올라간 전력이 있다.

## 타이틀

### 마법소녀 리리컬 나노하 - 국내 방영분
1. 그건 신기한 만남?
2. 마법 주문은 리리컬!
3. 거리엔 위험이 가득!
4. 라이벌!? 새로운 마법소녀 등장!
5. 온천으로 찾아온 손님
6. 널 알고 싶어!
7. 이번엔 또 어떤 마법사냐구!?
8. 그거… 많이 위험한 거야?
9. 결전은 바다 위에서!
10. 프레시아의 과거
11. 추억은 시간을 넘어…
12. 진짜 시작을 위하여!
13. 내 이름을 불러 봐~

### 마법소녀 리리컬 나노하 - 일본 원어
1. 그건 신비한 만남이야? それは不思議な出会いなの?
2. 마법의 주문은 리리컬이야? 魔法の呪文はリリカルなの?
3. 거리에는 위험이 가득해? 街は危険がいっぱいなの?
4. 라이벌!? 또 한 명의 마법소녀야! ライバル!?もうひとりの魔法少女なの!
5. 여긴 온천 마을, 우미나리 온천이야! ここは湯のまち、海鳴温泉なの!
6. 서로를 이해할 수 없는 마음이야? わかりあえない気持ちなの?
7. 세 명째의 마법사야!? 三人目の魔法使いなの!?
8. 그건 커다란 위기야? それは大いなる危機なの?
9. 결전은 바다 위에서야 決戦は海の上でなの
10. 각자의 마음 속의 맹세야 それぞれの胸の誓いなの
11. 추억은 시간의 저편에 있는 거야 思い出は時の彼方なの
12. 숙명이 끝날 때야 宿命が閉じるときなの
13. 이름을 불러 줘 なまえをよんで

자세히 보면, 1-12화 전부 타이틀의 끝부분이 나노(なの)로 끝나는 것을 볼 수 있다.

### 마법소녀 리리컬 나노하 A's - 일본 원어
1. 시작은 갑작스럽게야 はじまりは突然になの
2. 싸움의 폭풍, 또 다시야 戦いの嵐、ふたたびなの
3. 재회, 그리고 이사야! 再会､そしてお引っ越しなの！
4. 새로운 힘, 기동이야! 新たなる力、起動なの！
5. 그건 조그마한 소원이야(전편) それは小さな願いなの (前編)
6. 그건 조그마한 소원이야(후편) それは小さな願いなの (後編)
7. 부서진 과거랑 현재랑이야 壊れた過去と現在となの
8. 슬픈 결의, 용기 있는 선택이야 悲しい決意、勇気の選択なの
9. 크리스마스 이브 クリスマス・イブ
10. 운명 運命
11. 성야의 선물 聖夜の贈り物
12. 밤의 끝, 여행의 끝 夜の終わり、旅の終わり
13. 스탠바이 레디 スタンバイ・レディ

9화부터 12화까지는 작품 내에서는 크리스마스 이브 단 하루이며, 13화인 스탠 바이 레디는 12월 24일 방영되었다.

### 마법소녀 리리컬 나노하 StrikerS - 일본 원어
1. 비상하는 날개 空への翼
2. 기동 6과 機動六課
3. 집결 終結
4. First Alert ファスト・アラート
5. 별과 번개 星と雷
6. 진전 進展
7. 호텔 아구스타 ホテル・アグスタ
8. 두 사람의 소원 願い、ふたりで
9. 소중한 것 たいせつなこと
10. 기동 6과의 어느 휴일(전편) 機動六課のある休日(前編)
11. 기동 6과의 어느 휴일(후편) 機動六課のある休日(後編)
12. 넘버즈 ナンバーズ
13. 생명의 이유 命の理由
14. Mothers&Children
15. Sisters&Daughters
16. 그 날, 기동 6과(전편) その日、機動六課(前編)
17. 그 날, 기동 6과(후편) その日、機動六課(後編)
18. 다시 비상하는 날개 翼、ふたたび
19. 요람 ゆりかご
20. 무한의 욕망 無限の欲望
21. 결전 決戦
22. Pain to Pain
23. Stars Strike
24. 뇌광 雷光
25. 파이널 리미트 ファイナル・リミット
26. 약속의 하늘로 約束の空へ

3기인 StrikerS의 제목은 기존 시리즈와는 달리 제목을 '나노(なの)'로 끝내지 않는다.

### 마법소녀 리리컬 나노하 The Movie 1st
2008년 7월에 발매된 일본의 애니메이션 잡지 '메가미 매거진' 2008년 9월호에서 마법소녀 리리컬 나노하의 극장판 애니메이션 제작이 발표되었다.
또한 메가미매거진 2008년 9월호의 특전인 나노하 드라마cd 스트라이커즈 사운드스테이지m3 에 해당 극장판에대한 언급이나오는데
본 드라마cd의 출현진들의 대화를 요약하자면 미드칠더의 영화사에서 나노하와 페이트의 어린시절을 영화로 만든다 라는설정이다.
극장판의 내용은 애니메이션에서 1기에 다룬 내용으로, 전체적인 내용은 같으나 약간의 진행방식이 달라질 것이라 한다. 함께 나노하와 페이트의 의상의 설정도 변화한다. (뉴타입 2008년 11월호 참고)

### 마법소녀 리리컬 나노하 The Movie 2nd A's
2012년에 개봉예정인 마법소녀 리리컬 나노하의 극장판 시리즈 2탄. 제목에서 알 수 있듯이 2기인 A's를 무대로 하는 극장판이다.

## 디바이스
레이징 하트 (성우:Donna Burke)
나노하가 사용하는 인텔리전트 디바이스. 기원형 프로그램에 의해, 기본적인 방어 및 공격 마법은 바라는 마음으로 발동한다. 쥬얼 시드 봉인같은 행동에는 주문이 필요하다. 이 경우에는 “리리컬 매지컬”이 주문. 일반적으로 배턴형의 지팡이인 디바이스 모드가 기본, 저격시에는 끝부분이 음차장으로 변해 슈팅 모드가 되며, 쥬얼 시드 봉인시에는 빛의 날개를 3장 꺼내는 실링 모드가 된다.
레이징 하트 엑셀리온 (성우:Donna Burke)
나노하가 A‘s에서 사용하는 인텔리전트 디바이스. 비타와의 전투에서 파손된 레이징 하트를 고치면서 베르카식 카트리지 시스템 CVK792-A를 넣어서 완성했다. 고기동 중거리용 엑셀 모드, 포격 중시의 버스터 모드, 최대 출력용의 엑셀리온 모드로 변형한다. 나노하에게 돌아온 시점에는 제어가 실패할 경우 레이징 하트가 부서질 염려가 있어 엑셀리온 모드를 금지당했지만, 종반에 엑셀리온 모드를 꺼내서 연발로 쓰고도 무사히 살아남았다. 리미트 브레이크를 사용하면 위력이 증강하며 블래스터 비트가 생겨 여러 발의 마법을 동시에 발사할 수 있다.
바르딧슈 (성우:Kevin J England)
페이트가 사용하는 인텔리전트 디바이스. 레이징 하트와 같은 기원형 프로그램. 발동하면 도끼 형태인 디바이스 폼을 기본으로, 상황에 따라 사이즈 폼(Scythe로서 사신의 낫), 실링 폼(봉인용)으로 변형하며, 같은 이름의 진짜 무기가 있지만 형태는 다르다. 페이트의 명령에 대해서는 “Yes, Sir.”로 답변(보통은 Sir는 남성 상관에게 쓰며, 여성에게는 ma'am등이 일반적).
바르딧슈 어설트 (성우:Kevin J England)
페이트가 A's에서 사용하는 인텔리전트 디바이스. 시그넘과 전투에서 파손된 바르딧슈를 고치면서 베르카식 카트릿지 시스템 CVK792-R로 완성했다. (R과 A의 차이는 리볼버와 오토매틱의 차이인 듯하다.) 범용의 도끼 어설트 폼, 근접용의 낫 하켄 폼, 최대 출력의 대검 잔바 폼의 3형태. 리미터 브레이크시 두 개의 라이오트 블레이드로 나뉘며 이를 하나로 합치면 최종형태인 라이오트 잔버가 된다.
S2U (히사카와 아야久川綾)
크로노가 사용하는 스토리지 디바이스. 인텔리전트 디바이스와 같은 자율 기능이나 기원형 프로그램은 없지만, 인공지능이 필요하지 않은 분야에서는 빠른 디바이스로, 크로노와 함께 눈부신 기량을 선보였다. 보관할 때는 카드로 변한다.
그라프 아이젠 (카키하라 테츠야(柿原徹也))
비타가 사용하는 베르카식 마법을 조종하기 위한 암드(Armed) 디바이스. 마력이 담긴 탄환을 써서 순간적으로 마력을 높이는 카트릿지 시스템에 의해, 레이징 하트를 부숴버릴 정도의 힘을 보여줬다. 해머 형태의 해머 폼, 날카로운 끝을 로켓 분사로 상대에게 돌진시키는 라케텐 폼, 거대한 해머 형태의 기간트 폼의 3형태이다. 리미트 브레이크시 라케텐+기간트인 체어스퇴룽 폼으로 변한다.
레반틴 (카키하라 테츠야(柿原徹也))
암드 디바이스인, 시그넘의 애도. 그라프 아이젠과 같은 카트릿지 시스템의 위력으로, 첫 만남에서 페이트와 바르디슈를 압도했다. 외날 장검 슈바르츠 폼(Schwert(=Sword) Form)에서 연결 칼날 형태의 슈란게 폼(Schlange(=Snake) Form), 검과 검집이 일체화해 변한 장궁 형태의 팔켄 폼(Falken(=Hawk) Form)으로 변형한다.
클라르빈트(Alexandra Haefelin)
샤멀의 암드 디바이스. 반지 형태의 링겔 포름과 진자 형태의 펜달 포름으로 변형. 무기로서는 활약하지 않고, 보조 지원 형태로 사용한다.
듀란달 (Thomas King)
빙결의 지팡이라는 이름답게, 동결계 마법이 뛰어난 스토리지 디바이스. 그레이엄 제독에 의해 어둠의 서를 봉인하기 위해 쓸 예정이었지만, 계획이 드러나서 크로노에게 넘겨져 사용되었다. 극장판 2nd에서는 그레이엄 제독이 등장하지 않아 처음부터 린디가 보관하고 있다가 최종전투에서 크로노에게 전해진다.
마하칼리버
기동6과의 엔지니어 샤리에 의해 만들어진다. 사용자는 스바루 나카지마. 푸른 보석 목걸이 형태에서 검은색 롤러블레이드로 변한다. 기동시키면 다른 디바이스인 리볼버너클이 함께 장착된다. 스바루 고유마법인 윙로드를 발동할 수 있으며 롤러 기어의 자동변속등 매우 고성능. 덧붙여 손과 양쪽발에 장착되는 형태이기 때문에 사용자가 정신을 잃었을경우 한시적으로 직접 사용자의 몸을 움직여 전투를 행할 수도 있다. 다른 디바이스와는 달리 기어가 올라갈수록 공격력이 아닌 속도가 올라간다.
크로스미라쥬
기동6과의 엔지니어 샤리에 의해 만들어진다. 사용자는 티아나 란스터. 카드형태에서 분열하여 쌍권총으로 변한다. 퍼스트폼인 속사형 권총. 세컨드폼으로 근접전용 쌍단검. 서드폼에서 포격형 머스킷으로 변한다.
스트라다
기동6과의 엔지니어 샤리에 의해 만들어진다. 사용자는 에리오 몬디알. 릴리즈형태는 손목시계. 아인즈폼으로는 대형 창. 츠바이폼에서는 로켓장치가 달린 대형창으로 변한다.
케르케리온
기동6과의 엔지니어 샤리에 의해 만들어진다. 사용자는 캐로 루 루시에.
블릿츠칼리버
기동6과의 엔지니어 샤리에 의해 만들어진다. 사용자는 긴가 나카지마. 기동6과에 협력에대한 보답으로 제작되었다. 형태는 마하칼리버와 동일하나 색상은 기본형태가 보라색 보석목걸이, 발동형태가 흰색의 롤러블레이드이다. 마하칼리버와 마찬가지로 기동시키면 또 다른 디바이스인 개틀링너클이 함께 장착된다.

## 용어 해설
쥬얼 시드
고도 문명에 의해 만들어진 소원을 이뤄주는 총 21개의 푸른 보석. 나쁜 사람이 쓰면, 생각치 않은 재난을 가져온다. 특히, 강한 소원을 담아 발동 (왜곡된 형태로 소원이 이루어지거나) 시키면 큰일이 생긴다. 차원지진을 일으키는 경우가 있어 시공관리국이 보관하도록 되어있는 물건. 유노 스크라이어가 발굴 후 운송을 맡겼으나, 외부의 공격을받아 운송함이 침몰하여 미관리세계인 일본 우미나리시에 떨어졌고, 이에 유노가 책임을 지고 자기 힘으로 회수하려하고 있다.
어둠의 서
본래 이름은 야천의 서(夜天の書). 본래는 마도서였지만, 주인이었던 사람들중에 누군가가 프로그램을 왜곡시켜 자기 전생과 자동 전생의 기능을 담아버린 제 1급 고대 유산 (로스트 로기아). 모든 페이지를 마법사의 마력의 근원인 링커 코어로 채워나가며, 666쪽이 다 채워지면 완성되지만, 그 힘은 파괴에만 쓰이게 된다.
시공관리국 고문관 길 그레이엄은 소유자인 야가미 하야테을 어둠의 서와 함께 봉인시키기 위해 리제 아리아와 리제 로테가 나노하와 페이트로 변신해 하야테의 눈 앞에서 수호기사들을 소멸시켜, 하야테의 깊은 절망과 함께 어둠의 서는 완성되어버린다.
카트리지 시스템
비타, 시그넘, 나노하, 페이트가 사용하는 디바이스에 담긴 시스템. 미리 마력을 담아둔 탄환을 전투 중에 사용해, 일시적으로 사용자의 마력을 끌어 올린다. 나노하는 6발 오토매틱, 페이트는 6발 회전식 리볼버. 비타의 디바이스는 장비내 3발 장전되어 있으며, 시그넘의 무기에 대해서 공식 자료는 없으나 최강 마법 슈트름 팔켄의 사용량이 3발인 관계로 3발로 추정된다.
렐릭
강한 마력을 품은 수수께끼의 유물. 그 사용처는 확실치 않다. 형태는 붉은 보석의 형태를 하고있으며 총 개수는 불명. 특수한 케이스에 봉인되어있다.
요람
고대 베르카의 왕 중 하나인 성왕의 피에 반응하는 거대한 공중요새.
마리아쥬
고대 베르카의 왕 중 하나인 명왕의 존재에 반응하는 무기. 시체를 통하여 그 숫자를 늘려가지만 행동방식은 단순하다.

## 그 외
1. A's 종료 후 스탭이 그대로 이동해 만든 TV 애니메이션 이누카미(일본어: いぬかみっ! 이누카밋![*])에서는 마법소녀 리리컬 나노파라는 패러디가 등장했다.
2. 마법소녀 리리컬 나노하 StrikerS 가 2007년 4월 2일부터 일본에서 방영을 시작하여 동년 9월 24일에 총 26화로 방영을 마쳤다.

## 관련 상품

### DVD
현재 코드 2로서는 킹레코드에서 DVD가 각 6권씩 총 12권이 발매되어 완결된 상태이며, 코드 3는 퀴니의 방영이 끝나는대로 발매를 기다려 볼 수 있다.

### 음악 CD
마법소녀 리리컬 나노하 오리지널 사운드 트랙이 발매되어 있다. A's도 발매되었다.

#### 드라마 CD
마법소녀 리리컬 나노하 사운드 스테이지라는 이름으로 작품의 사이사이에 들어가는 번외편들이며, 킹레코드 VR 제작실 제작, 킹레코드 발매이다.
- 마법소녀 리리컬 나노하 사운드 스테이지 01 (제 2.5화 두근! 수영복의 수영장에서 대 핀치야?일본어: ドキ!水着でプールで大ピンチなの?): 제목부터 즐겨주세요. 라는게 보이는 가벼운 한화.
- 마법소녀 리리컬 나노하 사운드 스테이지 02 (제 5.5화 바람 저편의 기억이야일본어: 風の向こうの記憶なの): 페이트의 교육 담당이자, 원래 아리시아의 애완묘였던 리니스가 등장하는 CD이다. 그 외에도 페이트 자신의 시종마인 알프의 등장등을 그리고 있다.
- 마법소녀 리리컬 나노하 사운드 스테이지 03 (제 14화 그리고일본어:  それから)

- 마법소녀 리리컬 나노하 A's 사운드 스테이지 01 (제 3.5화 두근두근! 목욕탕은 뜨거운 전장이야!일본어: ドキドキ!お風呂場は熱き戦場なの！)
- 마법소녀 리리컬 나노하 A's 사운드 스테이지 02 (제 6.5화 지금은 멀리있는 야천의 빛일본어: 今は遠き夜天の光): 02가 진지하다는건 약속의 패턴인듯하다. 이번에는 작중 12화에서 각성후에 접하는 야천의 서와의 접촉이 테마.

- 마법소녀 리리컬 나노하 A's 사운드 스테이지 03 (제 14화 지금부터일본어: これから)

- 마법소녀 리리컬 나노하 A's 사운드 스테이지 M: 번외. 메가미 메거진이란 잡지의 2006년 1월호 부록.

- 마법소녀 리리컬 나노하 StrikerS 사운드 스테이지 M  (The StrikerS) 번외. 메가미 메거진이란 잡지의 2007년 5월호 부록.

- 마법소녀 리리컬 나노하 StrikerS 사운드 스테이지 01 (제 6.5화 기동 6과의 출장!! 긴급 수색임무 in 우미나리시일본어: 出張・機動六課!!～緊急捜索任務 in 海鳴市～)
- 마법소녀 리리컬 나노하 StrikerS 사운드 스테이지 02 (제 14.5화 기동 6과 가족의 초상일본어: 機動六課 家族の肖像)
- 마법소녀 리리컬 나노하 StrikerS 사운드 스테이지 03 (제 18.5화 창천의 바람, 어둠 속의 불꽃일본어: 蒼天の風　宵闇の炎)
- 마법소녀 리리컬 나노하 StrikerS 사운드 스테이지 04 (제 27화 푸른 하늘일본어: 青空)
- 마법소녀 리리컬 나노하 StrikerS 사운드 스테이지 X: StrikerS에서부터 3년 후. 고대 베르카의 병기 '마리아쥬'사건과 집무관이되어 그 사건을 맡게 된 티아나, 그리고 6과의 포워드들의 이야기. 나노하, 페이트, 하야테, 볼겐리터가 등장하지 않는다.